# Karlsplatz (Wuppertal)

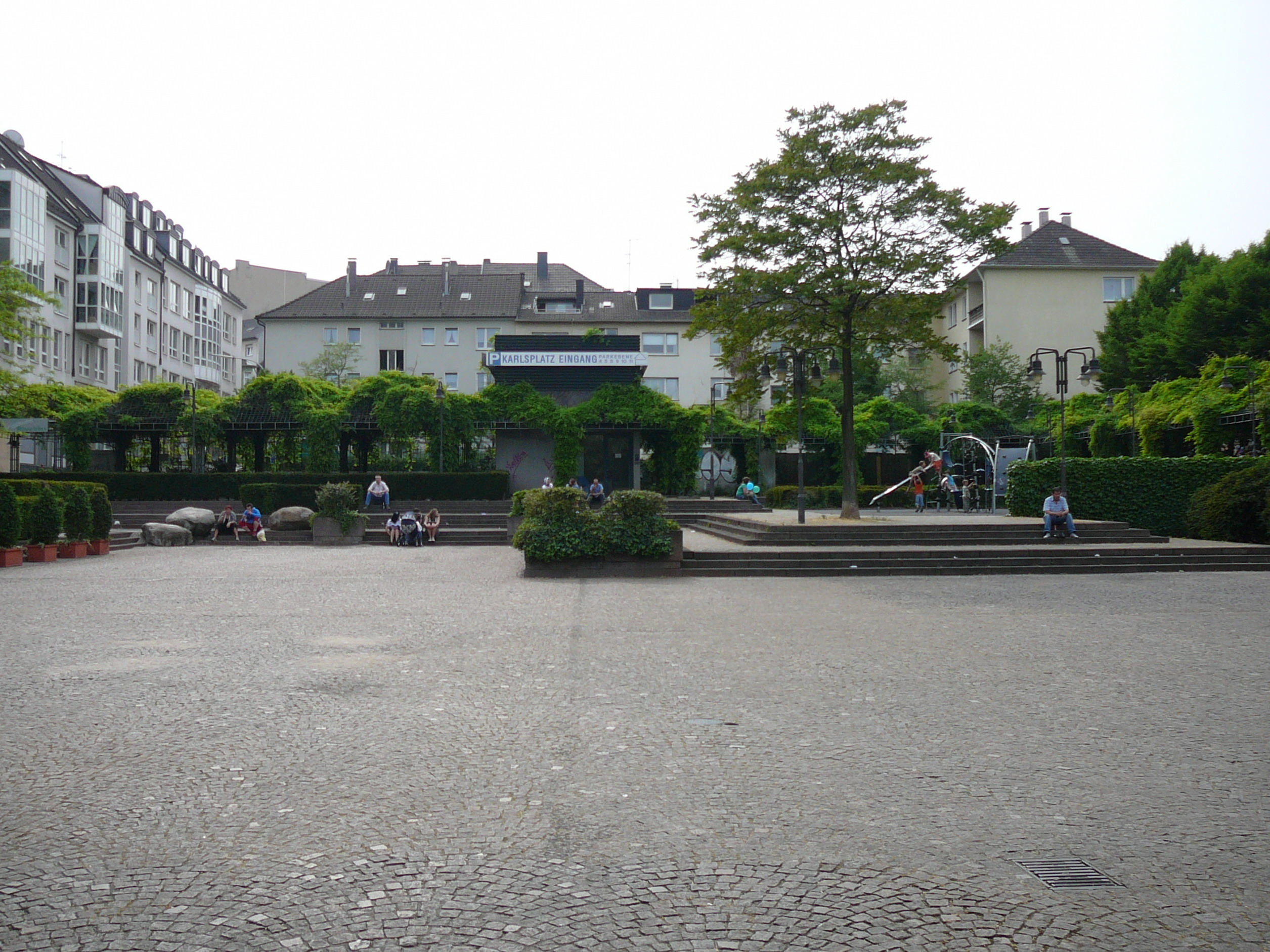
Karlsplatz

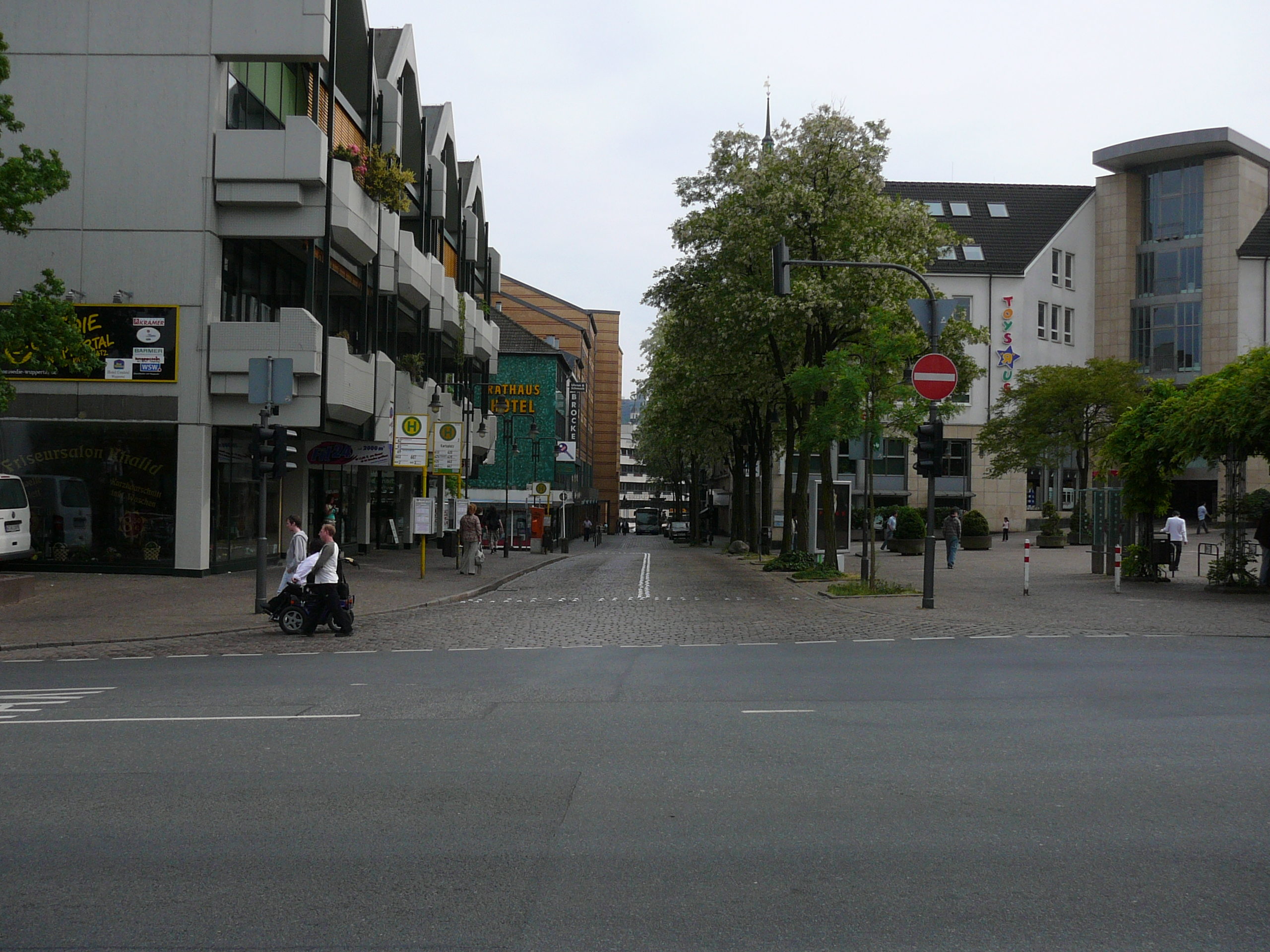
Die Friedrichstraße trennt den Karlsplatz (rechts).

Der Karlsplatz ist ein innerstädtischer Platz im Wuppertaler Stadtteil Elberfeld.

## Topographie
Der gepflasterte Platz ist von der südlichen Seite von der Rathaus-Galerie begrenzt, zu der auch hier ein Zugang vom Karlsplatz ermöglicht wird. Seitlich der Rathaus-Galerie führt die Wilhelmstraße als Fußgängerzone vorbei. Nördlich wird der Platz von der Karlstraße (im weiteren Verlauf Hochstraße) begrenzt. Im Westen schließen sich Wohnhäuser an. Der Platz wird von der Friedrichstraße durchquert, wo sich im Süden ein Geschäftshaus anschließt. In diesem Haus war bis zu deren Schließung 2008 die Comödie Wuppertal untergebracht. Unter dem Karlsplatz liegt eine Tiefgarage auf elf Ebenen.

## Geschichte
Bis zu den frühen 1980er Jahren war dieser Platz ein Schotterplatz, der noch eine Baulücke darstellte, die der Zweite Weltkrieg hervorgerufen hatte. Hier fanden regelmäßig Jahrmärkte statt. Die Friedrichstraße teilte schon damals diesen Platz. Dann wurde Mitte der 1980er Jahre der akzenta-Neubau mit der großen Tiefgarage gebaut, die ihre Zufahrt vom Westen her von der Hochstraße hatte. Der nördliche Teil des Platzes wurde gepflastert. Später wurde die Rathaus-Galerie, die auch eine größere Tiefgarage hat, gebaut und 1994 eröffnet. Beide Tiefgaragen wurden verbunden und sie teilen sich die Zu- und Ausfahrt.